# Ozo (Fluss)
Der Ozo (jap. 尾添川 Ozo-gawa) ist ein Fluss in der japanischen Präfektur Ishikawa mit einer Länge von 16,4 km. Der Ozo beginnt in den Bergen des Hakusan-Nationalparks und fließt von dort Richtung Nordwesten, bis er in den Tedori (手取川 Tedori-gawa) mündet, der weiter Richtung Nordwesten ins Japanische Meer fließt. Zuflüsse des Ozo sind der Jatani (蛇谷), der Nakano (中ノ川 Nakano-kawa) und der Maruishitani (丸石谷). Die Nationalstraße Nr. 360, Hakusan Shirakawago White Road, verläuft entlang des Flusses.